# Gmina Kosakowo
Gmina Kosakowo se nachází u pobřeží Baltského moře v okrese Puck v Pomořském vojvodství v severním Polsku. Střediskem vesnické gminy je Kosakowo.

## Vesnice v gmině

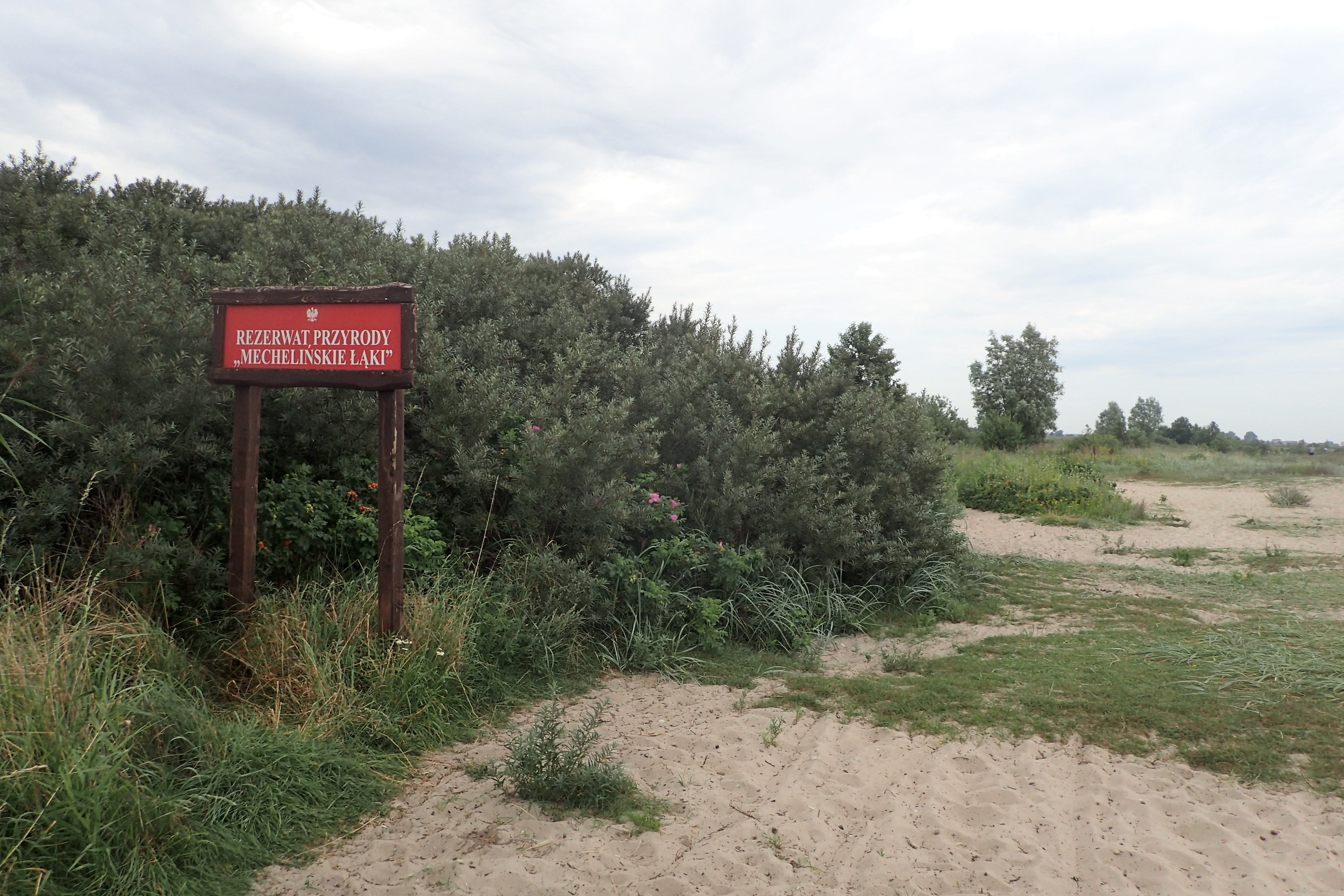
Přírodní rezervace Mechelińskie Łąki

- Dębogórze
- Kazimierz (Kosakowo)
- Kosakowo
- Mechelinky
- Mosty (Kosakowo)
- Pierwoszyno
- Pogórze
- Rewa (Kosakowo)
- Suchy Dwór

## Další informace
V Gmině se nachází letiště pro letadla a vrtulníky (Port lotniczy Gdynia-Kosakowo - Gdynia-Kosakowo Airport - QYD).
V severní části gminy se nachází Nadmorski Park Krajobrazowy a populární turistický cíl Rewská kosa.